# Elisiário (ort)
Elisiário är en ort i Brasilien.   Den ligger i kommunen Elisiário och delstaten São Paulo, i den sydöstra delen av landet, 600 km söder om huvudstaden Brasília. Elisiário ligger 508 meter över havet och antalet invånare är 3 120.
Terrängen runt Elisiário är platt. Runt Elisiário är det ganska glesbefolkat, med 32 invånare per kvadratkilometer.. Närmaste större samhälle är Catanduva, 14,7 km öster om Elisiário.
Omgivningarna runt Elisiário är en mosaik av jordbruksmark och naturlig växtlighet.